# Mazal tov

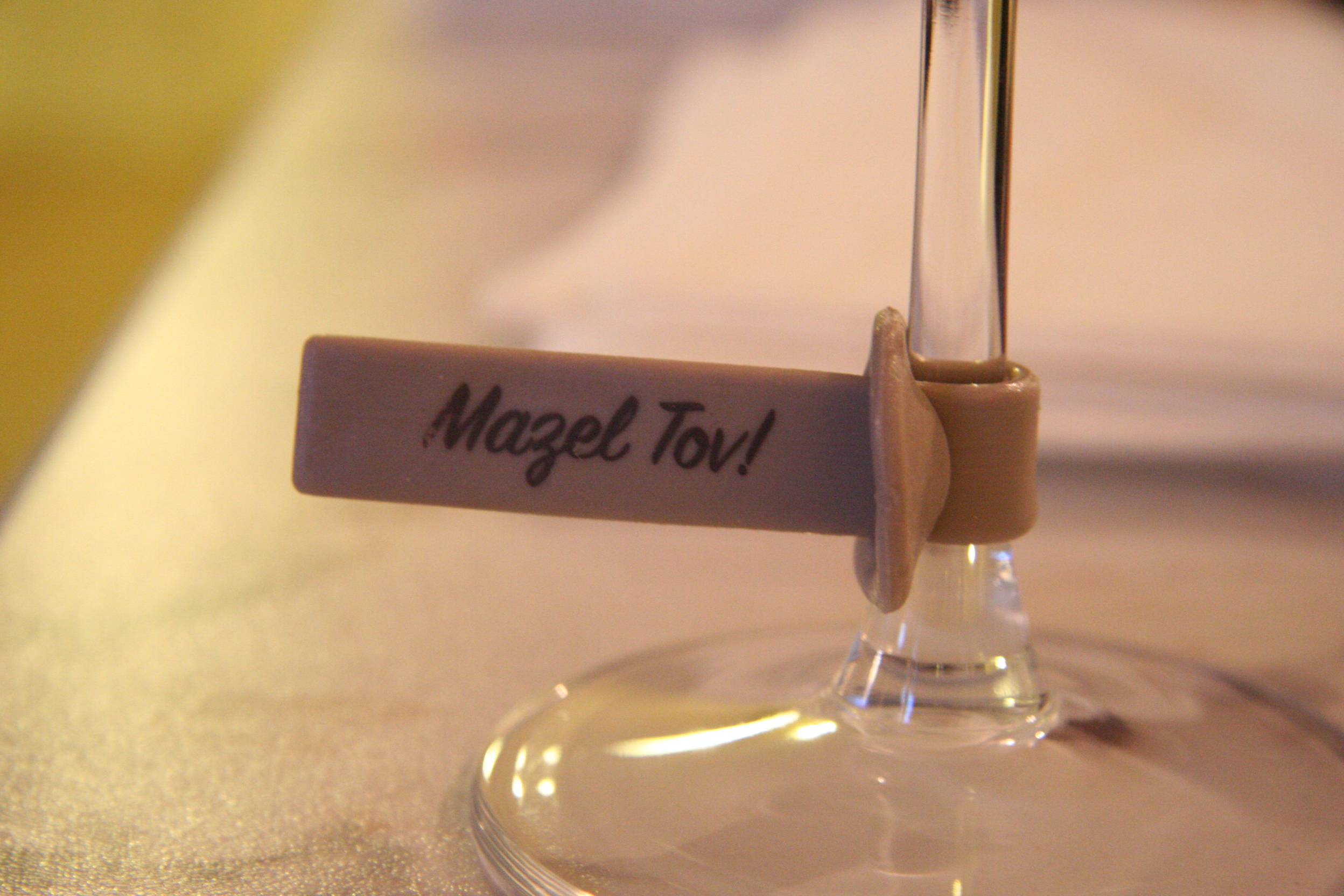
Mazal tov! na štítku u sklenice vína

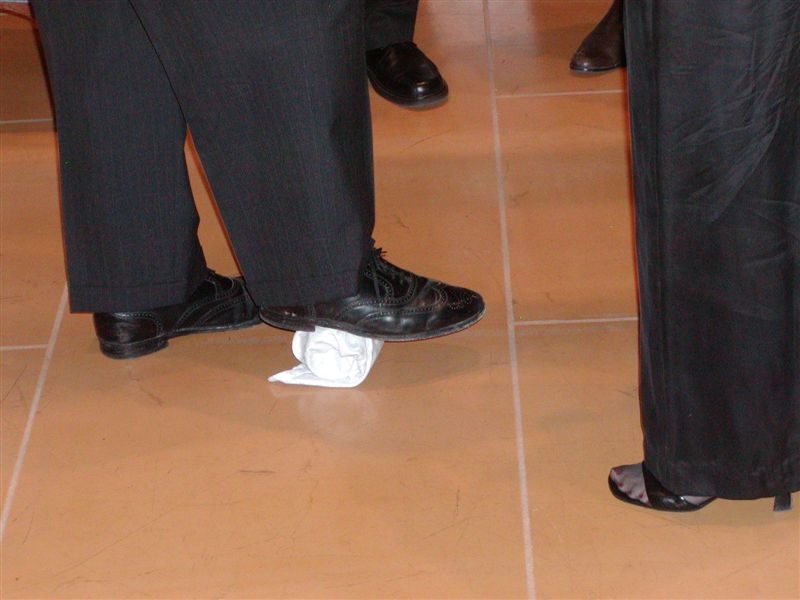
Podle tradice, když ženich rozbije skleničku, hosté zvolají „Mazal tov!“

Mazal tov či Mazel tov ([mazltof]IPA, hebrejsky/v jidiš מזל טוב, hebrejsky mazal tov; v jidiš mazel tov; doslova „hodně štěstí“) je fráze používaná k vyjádření gratulací během šťastné a významné chvíle či události. Používají ji zejména aškenázští Židé; u sefardských je ekvivalentní frází (בסימן טוב, be-siman tov).

## Etymologie a výslovnost

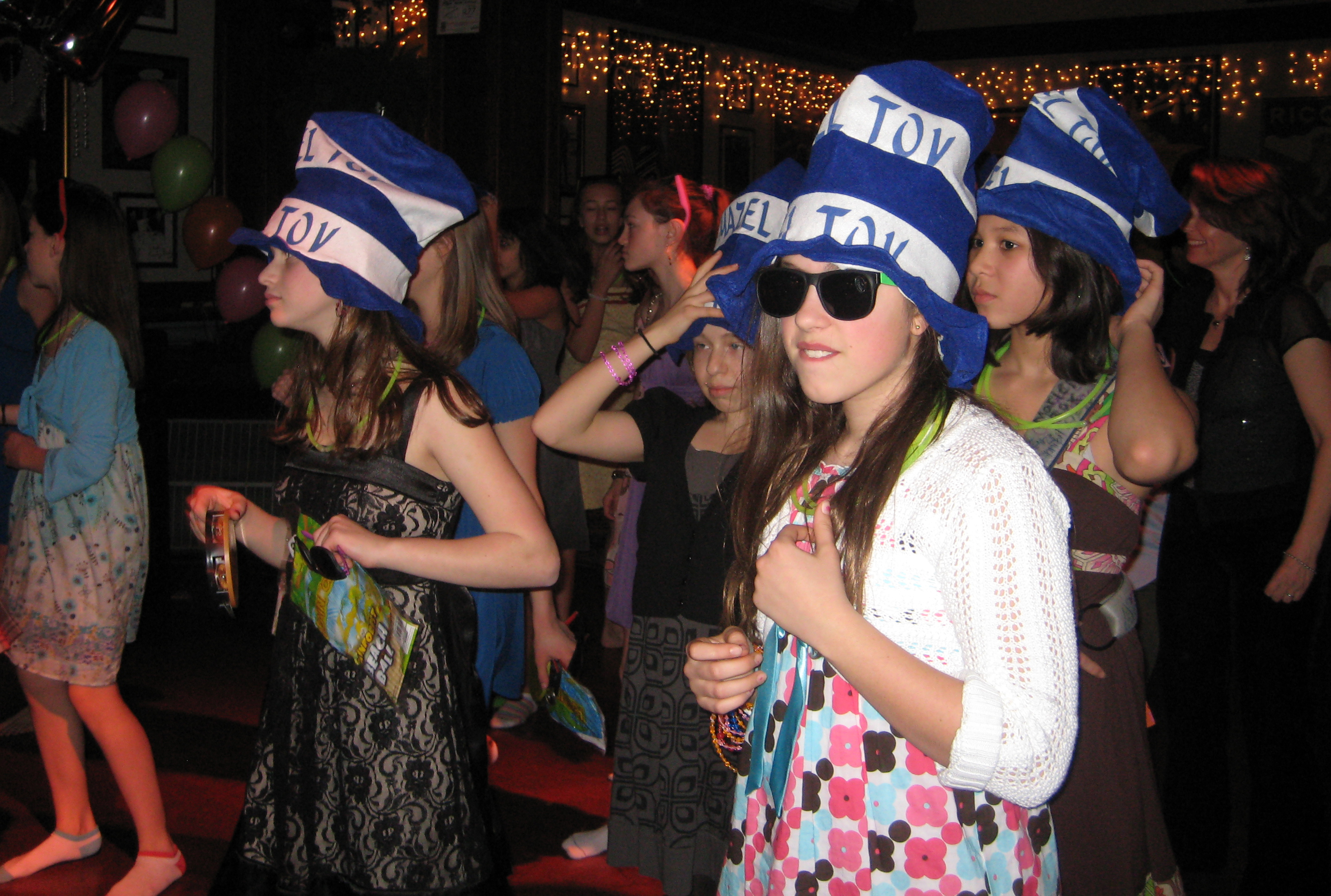
Party čepice s nápisem „Mazal tov“ při Bar micva (2009)

Zatímco slova mazal (či mazel v jidiš; tedy „štěstí“) a tov („dobrý“) jsou původem z hebrejštiny, fráze samotná má původ v jidiš a teprve později byla včleněna do moderní hebrejštiny. Do angličtiny byla fráze přejata z jidiš v roce 1862 jako „mazel tov.“
Hlavním rozdílem ve výslovnosti je ten, že stejně jako u mnoha jiných slov, hebrejština dává důraz na druhou slabiku, zatímco jidiš dává důraz na první. Kromě toho je rozdíl v použité samohlásce, neboť hebrejština má mazal, zatímco jidiš, stejně jako angličtina mazel. Na závěr v jidiš, stejně jako v angličtině, je „mazal tov“ vyslovován buď jako mazel tov či jako mazel tof.
Vysvětlení lze nalézt v mišnické hebrejštině, ve které slovo mazal (מזל) znamená „hvězdu, planetu či konstelaci.“ Je možné, že slovo mazal pochází z akkadského manzaltu nebo mazzaztum.

## Překlad

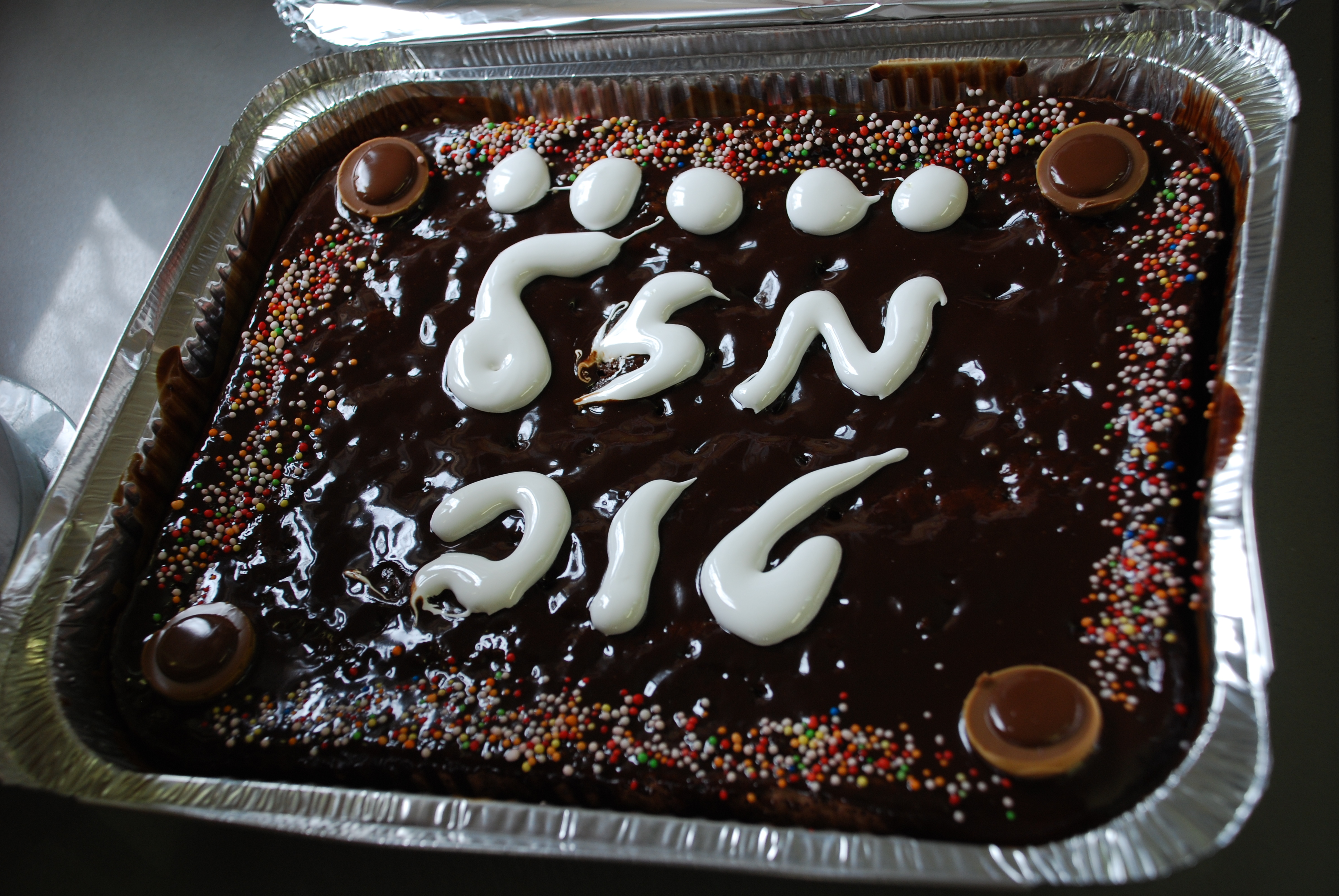
Narozeninový dort s nápisem "מזל טוב" (mazal tov), běžný v Izraeli

Ačkoliv se fráze mazal tov překládá jako „hodně štěstí,“ jedná se zčásti o nepřesný překlad významu. Fráze se totiž nepoužívá ve významu, který má v češtině fráze „hodně štěstí“ (typicky „Přeji ti hodně štěstí.“). Spíše totiž znamená doslova „stalo se štěstí,“ tedy „událo se štěstí,“ a jedná se o reakci na tuto událost. Významově odpovídá fráze „Mazal tov“ slovu „gratulace“ a doslova by se dala rozepsat jako „Jsem potěšen, jaké se vám událo (přihodilo / vás potkalo) štěstí.“
Obdobnou frází v hebrejštině přející hodně štěstí je „be-haclacha“ (בהצלחה), doslova znamenající „s úspěchem.“

## Použití
V diaspoře je „Mazal tov!“ běžnou židovskou frází například při bar či bat micva či při svatbě, kdy hosté často zvolají „Mazal tov!“ Zvykem je, že při židovské svatbě ženich rozbije skleničku, načež všichni přítomní zvolají „Mazal tov!“
V Izraeli se fráze „mazal tov“ používá při všech druzích šťastných okamžiků, ať již při získání řidičského průkazu, při narozeninách nebo při ukončení povinné vojenské služby. Mezi jiné běžné použití patří moment uvědomění si, že je za námi těžká či špatná událost nebo zkušenost – například po velmi těžkém testu.

## V populární kultuře

### Hudba
- Mazel Tov se jmenuje album italské ska-punkové skupiny Talco z roku 2008.
- V roce 2009 se fráze „mazal tov“ objevila v písni „I Gotta Feeling“ od The Black Eyed Peas. Konkrétně se jedná o část textu „Fill up my cup, Mazel tov“ (doslova „naplň můj pohár, mazal tov“), což odkazuje k tradiční židovské frázi používané při přípitcích (לחיים, le-chajim, doslova „na život“).[7][8]
- Fráze se vyskytuje ve druhém verši písně „Vřelé díky z pupku“ od Zuzany Navarové, z alba Jako Šántidéví.[9]

### Seriál
- V seriálu Dr. House (1. série - epizoda 10, 3. série - epizoda 18, 4. série - epizoda 12, 5. série, 2 epizody, 6. série - epizoda 19, 8. série - epizoda 18) se tato fráze rovněž objevila.
- V seriálu Futurama se tato fráze objevuje čas od času také, většinou v podání doktora Zoidberga.
- V seriálu Chůva k pohledání je tato fráze používána hlavně matkou hlavní hrdinky Fran Fine (Fran Drescher) a Sylvií (Renée Taylorová)
- V seriálu Glee (1 série, 21 epizoda) právník při rozvodu Willa Schustera a jeho manželky Terri
- V seriálu Californication (4 série, 9 epizoda) Charlie Runkle reagoval na těhotenství své ex Marcy.
- V seriálu Kravaťáci (4 série, 1 epizoda) Harvey Specter gratuluje Mike Ross k jeho velkému případu u nové firmy.
- V seriálu Svatyně (4. série, 5 epizoda) touto frází Nikola Tesla gratuluje Henrymu Fossovi k těhotenství jeho přítelkyně.
- V seriálu Přátelé (8. série, 13. epizoda) tuto frázi pronesla Phoebe směrem k Monice, když v koupelně skrze pěnu spatřila Chandlerovu "chloubu". ; (7. série, 24. epizoda / Svatba - 2. část - Rachel popřála štěstí cizím svatebčanům, když po hotelu sháněla náhradního kněze místo Joeyho.
- V seriálu Nová holka se tato fráze objevuje velice často, většinou v podání Schmidta (Max Greenfield).
- V seriálu Legends of Tomorrow (2. série, 10. epizoda) touto frázi Mick Rory ironicky gratuluje profesoru Steinovi k vytvoření časové anomálie - dcery Lily
- V seriálu Černá Listina (3. série, 13. epizoda)

### Film
Francouzský film z roku 1969 režiséra a scenáristy Claude Berriho nese název Mazel Tov ou le mariage.